# Budipine
La budipine est un agent antiparkinsonien de la famille des diphénylpipéridines.
Il agit comme agent libérateur de la dopamine, comme inhibiteur de la monoamine oxydase B, ainsi que comme antagoniste non compétitif des récepteurs NMDA du glutamate,. Cette pharmacologie atypique, loin des antiparkinsoniens dopaminergiques purs comme l'apomorphine ou des anticholinergiques comme la tropatépine, ainsi que son efficacité dans les tremblements induits par la maladie de Parkinson confère à la budipine la possibilité d'être une alternative à ces traitements
D'après les premières études , la budipine provoque une certaine amélioration des résultats aux tests moteurs chez les patients atteints de la maladie de Parkinson, mais uniquement dans le cas des mouvements complexes. En effet, elle ne semble pour le moment pas avoir d'efficacité supérieure aux placebos quant à l'amélioration des fonctions motrices impliquant des taches simples.

## Effets secondaires
Il semble que la budipine provoque l'allongement de l'intervalle QT à électrocardiogramme